# Campephilus
Campephilus je rod statných datlovitých ptáků, který zahrnuje kolem 12 druhů ze Střední, Severní a Jižní Ameriky. Charakteristický je u nich pohlavní dimorfismus a velká velikost; váží přes 500 g. Největšími zástupci rodu jsou datel knížecí a datel císařský; oba jsou druhy jsou však patrně již vyhynulé.
Rod Campephilus vytyčil anglický zoolog George Robert Gray v roce 1840 s datlem knížecím (Campephilus principalis) coby typovým druhem. Název rodu je kombinací starořeckého kampē („housenka“) a philos („milující“). Do rodu se řadí následujících 12 druhů:
| Obrázek | Běžné jméno           | Vědecké jméno                                    | Výskyt                                                         |
| ------- | --------------------- | ------------------------------------------------ | -------------------------------------------------------------- |
|         | datel horský          | Campephilus pollens                              | Kolumbie, Ekvádor, Peru a Venezuela                            |
|         |                       | Campephilus splendens                            | Panama, západní Kolumbie a severozápadní Ekvádor               |
|         | datel karmínovobřichý | Campephilus haematogaster                        | Kolumbie, Ekvádor a Peru                                       |
|         | datel červenočerný    | Campephilus rubricollis                          | sever Jižní Ameriky                                            |
|         | datel araukariový     | Campephilus robustus                             | Argentina, Brazílie a Paraguay                                 |
|         | datel královský       | Campephilus melanoleucos                         | od Panamy na jih k severní Argentině                           |
|         | datel guayaquilský    | Campephilus gayaquilensis                        | jižní Kolumbie, Ekvádor a severní Peru                         |
|         | datel světlezobý      | Campephilus guatemalensis                        | od severního Mexika po západní Panamu                          |
|         | datel světlehřbetý    | Campephilus leucopogon                           | Argentina, Bolívie, Brazílie, Paraguay a severozápadní Uruguay |
|         | datel magellanský     | Campephilus magellanicus                         | jižní Chile a jihozápadní Argentina                            |
|         | datel knížecí         | Campephilus principalis – patrně vyhynulý (1987) | jih Spojených států amerických a Kuba                          |
|         | datel císařský        | Campephilus imperialis – patrně vyhynulý (1956)  | Mexiko                                                         |